# Semion Alapine
Pour les articles homonymes, voir Alapine.
Semion Zinovievitch Alapine (en russe : Семён Зиновьевич Алапин), né le 7 novembre 1856 à Saint-Pétersbourg (certaines sources indiquent Vilnius) et mort le 15 juillet 1923 à Heidelberg, était un maître d'échecs russe et un théoricien des échecs important. Plusieurs variantes du jeu d'échecs portent son nom.

## Biographie
Alapine étudie à Heidelberg et travaille ensuite dans le commerce comme représentant d'une maison d'exportation à Berlin et Paris. Il y acquiert aisance et indépendance financière. Il s'installe alors à Berlin et se joint à la société d'échecs de la ville.

## Palmarès
À partir de la fin des années 1870, Alapine se consacre exclusivement aux échecs. En 1878-1879, il termine second au tournoi national de Saint-Pétersbourg, au niveau fort relevé, mais est battu en finale par Mikhail Tchigorine. Aux côtés de Mikhail Tchigorine et d'Emanuel Schiffers, Alapine compte désormais parmi les maîtres les plus forts en Russie.
En 1880, il s'incline encore devant Tchigorine dans une rencontre à Saint-Pétersbourg par 3-7 (+3 -7 =0) ; en 1893, il vainc Curt von Bardeleben par 3,5-1,5 (+3 -1 =1) et fait match nul contre Carl Schlechter en 1899 : 3-3 (+1 -1 =4).
Parmi ses meilleurs résultats en tournoi, on cite 
- sa 4e place à Vienne en 1899,
- sa 2e place à Vienne en 1901,
- sa 5e place à Monte-Carlo en 1901,
- sa 1re place à Saint-Pétersbourg en 1906,
- sa 2e place à Łódź en 1908,
- sa 2e place à Munich en 1909 et
- sa 1re place en 1911.

À Munich en 1911, il s'incline devant Rudolf Spielmann par 3,5-6,5 (+3 -6 =1).
Le plus haut classement historique selon les calculs de Jeff Sonas d'Alapine est de 2 688 points (atteint en février 1898 alors qu'il occupait la dixième place dans le monde).

## Un théoricien novateur
Il publia à Berlin dans les années 1898-1901 sous le titre Der Schachfreund (L'Ami des échecs) son propre journal d'échecs. En 1913, un manuel de lui parut à Heidelberg sous le même titre, destiné aux débutants.
Alapine, qui quitta la Russie en 1913, comptait parmi les théoriciens des échecs les plus considérables de son temps. Il a donné son nom à différentes ouvertures d'échecs :
- l'ouverture Alapine : 1. e4 e5 2. Ce2.
- la variante Alapine de la défense sicilienne : 1. e4 c5 2. c3.
- une défense de la partie espagnole : 1. e4 e5 2. Cf3 Cc6 3. Fb5 Fb4.
- un gambit peu connu de la défense française : 1. e4 e6 2. d4 d5 3. Fe3.

## Une partie historique
Voici la première partie connue d'Alapine où il a joué sa variante contre la défense sicilienne :
Alapine-Maróczy, Vienne, 1898
1. e4 c5 2. c3 d5 3. exd5 Dxd5 4. d4 cxd4 5. Dxd4 Dxd4 6. cxd4 Cc67. Fe3 Ff5 8. Cc3 0-0-0 9. Tc1 e6 10. Cf3 Fb4 11. Fb5 f6 12. 0-0 Cge7 13. a3 Fxc3 14. bxc3 a6 15. Fe2 g5 16. Cd2 Ca5 17. Cc4 Cb3 18. Tce1 Cd5 19. Cb2 Cxe3 20. fxe3 Cd2 21. Tf2 Ce4 22. Tff1 Cd2 23. Tf2 Ce4 24. Tff1 Cd2 25. Tf2 ½-½.